# NGC 397
NGC 397 (również PGC 4051) – galaktyka eliptyczna (E?), znajdująca się w gwiazdozbiorze Ryb. Odkrył ją Robert Ball 6 grudnia 1866 roku.